# Олімпійська збірна СРСР з футболу
Олімпійська збірна СРСР з футболу (рос. Олимпийская сборная СССР по футболу) — команда, що представляла СРСР у семи відбірних турнірах до Олімпійських ігор та у двох фінальних змаганнях (1980 і 1988). 

## Історія
Після чемпіонату світу 1958 року ФІФА ухвалила рішення заборонити гравцям, що брали участь у фінальних частинах чемпіонатів світу, грати у складі своїх збірних на Олімпіадах. 
Перший матч олімпійська команда провела 27 червня 1959 року. У матчі з болгарами брали участь: Борис Разинський, Анатолій Солдатов, Михайло Єрмолаєв, Дмитро Багрич, Микола Ліняєв, Станіслав Завідонов, Слава Метревелі, Борис Батанов, Заур Калоєв, Валерій Короленков, Юрій Ковальов.
Двічі команді не вдавалося подолати відбірковий бар'єр. У кваліфікації на турнір 1968 року брала участь перша збірна. В 70-х роках олімпійська команда виступала на відбіркових етапах, а національна — у фінальних розіграшах (дві бронзи). На Олімпіаді-80 дебютувала олімпійська збірна, і також здобула бронзові медалі. Олімпійці подолали кваліфікацію на ігри в Лос-Анджелесі, але СРСР, як і більшість країн соцтабору, бойкотувала ігри XXIII Олімпіади.
1988 року олімпійська збірна вдруге грала на Олімпійських іграх і у вирішальному матчі радянські футболісти здобули перемогу над командою Бразилії. Золоті олімпійські медалі отримали:
воротарі: Дмитро Харін («Динамо» М), Олексій Прудников («Торпедо» М);
захисники: Гела Кеташвілі («Динамо» Тб), Ігор Скляров («Динамо» М), Олексій Чередник («Дніпро»), Арвідас Яноніс («Жальгіріс»), Євген Яровенко («Кайрат»), Сергій Фокін (ЦСКА), Віктор Лосєв («Динамо» М), Сергій Горлукович («Локомотив» М);
півзахисники: Олексій Михайличенко («Динамо» К), Вадим Тищенко («Дніпро»), Євген Кузнецов («Спартак» М), Ігор Пономарьов («Нефтчі»), Ігор Добровольський («Динамо» М), Володимир Татарчук (ЦСКА);
нападники: Олександр Бородюк («Динамо» М), Володимир Лютий («Дніпро»), Юрій Савичев («Торпедо» М), Армінас Нарбековас («Жальгіріс»).
Четверо футболістів представляли українські клуби: Олексій Чередник, Олексій Михайличенко, Володимир Лютий і Вадим Тищенко. Українське походження мають Ігор Добровольський, Володимир Татарчук і Євген Яровенко. Головним тренером команди був вихідець з України Анатолій Бишовець.
Таблиця виступів збірних СРСР на футбольних турнірах Олімпійських ігор:
| Турнір | Кваліфікація | Матчі | Фінальна частина     | Матчі |
| ------ | ------------ | ----- | -------------------- | ----- |
| 1952   | —            |       | перша (1/8 фіналу)   | 3     |
| 1956   | перша        | 2     | перша (золото)       | 5     |
| 1960   | олімпійська  | 4     | —                    |       |
| 1964   | олімпійська  | 5     | —                    |       |
| 1968   | перша        | 4     | —                    |       |
| 1972   | олімпійська  | 6     | перша (бронза)       | 7     |
| 1976   | олімпійська  | 6     | перша (бронза)       | 5     |
| 1980   | —            |       | олімпійська (бронза) | 6     |
| 1984   | олімпійська  | 6     | —                    |       |
| 1988   | олімпійська  | 8     | олімпійська (золото) | 6     |
| 1992   | олімпійська  | 6     | —                    |       |
|        | Всього       | 41+6  |                      | 12+20 |

- Примітка: Першими наведена кількість матчів олімпійської команди, другі — національна збірна.

Список головних тренерів олімпійської збірної:
| Тренер               | Роки      | Матчі |
| -------------------- | --------- | ----- |
| Борис Аркадьєв       | 1959      | 4     |
| В'ячеслав Соловйов   | 1963—1964 | 5     |
| Олександр Пономарьов | 1971—1972 | 6     |
| Костянтин Бєсков     | 1975—1980 | 12    |
| Володимир Сальков    | 1983      | 2     |
| Едуард Малофєєв      | 1983—1984 | 4     |
| Анатолій Бишовець    | 1986—1988 | 14    |
| Борис Ігнатьєв       | 1990—1991 | 6     |

## Матчі
| №                               | Дата                           | Місце                          | Суперник                       | Рахунок                        | Автори голів                                               |
| XXVII Олімпіада (кваліфікація)  | XXVII Олімпіада (кваліфікація) | XXVII Олімпіада (кваліфікація) | XXVII Олімпіада (кваліфікація) | XXVII Олімпіада (кваліфікація) | XXVII Олімпіада (кваліфікація)                             |
| ------------------------------- | ------------------------------ | ------------------------------ | ------------------------------ | ------------------------------ | ---------------------------------------------------------- |
| 1                               | 27.06.59                       | Москва                         | Болгарія                       | 1:1                            | Короленков                                                 |
| 2                               | 19.07.59                       | Москва                         | Румунія                        | 2:0                            | Урін, Метревелі                                            |
| 3                               | 2.08.59                        | Бухарест                       | Румунія                        | 0:0                            |                                                            |
| 4                               | 13.09.59                       | Софія                          | Болгарія                       | 0:1                            |                                                            |
| XXVIII Олімпіада (кваліфікація) |                                |                                |                                |                                |                                                            |
| 5                               | 22.07.63                       | Київ                           | Фінляндія                      | 7:0                            | Серебряніков (2), Казаков (2), Матвєєв (2), Біба           |
| 6                               | 1,08.63                        | Гельсінкі                      | Фінляндія                      | 4:0                            | Серебряніков, Біба, Казаков, Матвєєв                       |
| 7                               | 31.05.64                       | Лейпциг                        | НДР                            | 1:1                            | Севідов                                                    |
| 8                               | 7.06.64                        | Москва                         | НДР                            | 1:1                            | Копаєв                                                     |
| 9                               | 28.06.64                       | Варшава                        | НДР                            | 1:4                            | Серебряніков                                               |
| XX Олімпіада (кваліфікація)     |                                |                                |                                |                                |                                                            |
| 10                              | 2.06.71                        | Москва                         | Нідерланди                     | 4:0                            | Козинкевич (2), Трошкін, Шалімов                           |
| 11                              | 16.06.71                       | Роттердам                      | Нідерланди                     | 0:0                            |                                                            |
| 12                              | 13.10.71                       | Львів                          | Австрія                        | 4:0                            | Заназанян (2), Козинкевич, Копєйкін                        |
| 13                              | 13.11.71                       | Єреван                         | Франція                        | 5:1                            | Заназанян, Андреасян (2), Іштоян, Грещак                   |
| 14                              | 18.11.71                       | Відень                         | Австрія                        | 1:0                            | Андреасян                                                  |
| 15                              | 25.05.72                       | Париж                          | Франція                        | 3:1                            | Мачаїдзе, Блохін (2)                                       |
| XXI Олімпіада (кваліфікація)    |                                |                                |                                |                                |                                                            |
| 16                              | 7.05.75                        | Баня-Лука                      | Югославія                      | 1:1                            | Булгаков                                                   |
| 17                              | 21.05.75                       | Москва                         | Югославія                      | 3:0                            | Буряк (2), Хадзіпанагіс                                    |
| 18                              | 30.06.75                       | Рейк'явік                      | Ісландія                       | 2:0                            | Мінаєв (2)                                                 |
| 19                              | 28.08.75                       | Осло                           | Норвегія                       | 3:1                            | Сахаров (2), Федоров                                       |
| 20                              | 10.09.75                       | Москва                         | Ісландія                       | 1:0                            | Мінаєв                                                     |
| 21                              | 24.09.75                       | Москва                         | Норвегія                       | 4:0                            | Сахаров, Кіпіані (2), Мінаєв                               |
| XXII Олімпіада (кваліфікація)   |                                |                                |                                |                                |                                                            |
| 22                              | 20.07.80                       | Москва                         | Венесуела                      | 4:0                            | Андрєєв, Черенков, Гаврилов, Оганесян                      |
| 23                              | 22.07.80                       | Москва                         | Замбія                         | 3:1                            | Хідіятуллін (2), Черенков                                  |
| 24                              | 24.07.80                       | Москва                         | Куба                           | 8:0                            | Андрєєв (3), Романцев, Шавло, Черенков, Гаврилов, Безсонов |
| 25                              | 27.07.80                       | Москва                         | Кувейт                         | 2:1                            | Черенков, Гаврилов                                         |
| 26                              | 29.07.80                       | Москва                         | НДР                            | 0:1                            |                                                            |
| 27                              | 01.08.80                       | Москва                         | Югославія                      | 2:0                            | Оганесян, Андрєєв                                          |
| XXIII Олімпіада (кваліфікація)  |                                |                                |                                |                                |                                                            |
| 28                              | 18.05.83                       | Пловдив                        | Болгарія                       | 2:2                            | Газзаєв (2)                                                |
| 29                              | 26.05.83                       | Москва                         | Греція                         | 3:0                            | Грачов, Алейніков, Ларіонов                                |
| 30                              | 7.09.83                        | Будапешт                       | Угорщина                       | 1:0                            | Черенков                                                   |
| 31                              | 5.10.83                        | Афіни                          | Греція                         | 3:1                            | Є. Кузнецов, Черенков, Клементьєв                          |
| 32                              | 12.10.83                       | Москва                         | Болгарія                       | 0:0                            |                                                            |
| 33                              | 25.04.84                       | Москва                         | Угорщина                       | 0:1                            |                                                            |
| XXIV Олімпіада (кваліфікація)   |                                |                                |                                |                                |                                                            |
| 34                              | 14.10.86                       | Осло                           | Норвегія                       | 0:0                            |                                                            |
| 35                              | 15.04.87                       | Ізмір                          | Туреччина                      | 2:0                            | Лютий, Добровольський                                      |
| 36                              | 7.05.87                        | Софія                          | Болгарія                       | 1:0                            | Михайличенко                                               |
| 37                              | 12.08.87                       | Москва                         | Норвегія                       | 1:0                            | Лютий                                                      |
| 38                              | 28.10.87                       | Лозанна                        | Швейцарія                      | 4:2                            | Лютий, Добровольський, Баранаускас (2)                     |
| 39                              | 6.04.88                        | Сімферополь                    | Туреччина                      | 2:0                            | Ю. Савичев, Бородюк                                        |
| 40                              | 27.04.88                       | Сімферополь                    | Болгарія                       | 2:0                            | Михайличенко, Є. Кузнецов                                  |
| 41                              | 10.05.88                       | Москва                         | Швейцарія                      | 0:0                            |                                                            |
| Фінальний турнір                |                                |                                |                                |                                |                                                            |
| 42                              | 18.09.88                       | Пусан                          | Південна Корея                 | 0:0                            |                                                            |
| 43                              | 20.09.88                       | Тегу                           | Аргентина                      | 2:1                            | Добровольський, Михайличенко                               |
| 44                              | 22.09.88                       | Тегу                           | США                            | 4:2                            | Михайличенко (2), Нарбековас, Добровольський               |
| 45                              | 25.09.88                       | Пусан                          | Австралія                      | 3:0                            | Добровольський (2), Михайличенко                           |
| 46                              | 27.09.88                       | Пусан                          | Італія                         | 3:2                            | Добровольський, Нарбековас, Михайличенко                   |
| 47                              | 1.10.88                        | Сеул                           | Бразилія                       | 2:1                            | Добровольський, Ю. Савичев                                 |
| XXV Олімпіада (кваліфікація)    |                                |                                |                                |                                |                                                            |
| 48                              | 11.09.90                       | Москва                         | Норвегія                       | 2:2                            | Онопко, Беженар                                            |
| 49                              | 18.04.91                       | Дьєндьєш                       | Угорщина                       | 0:0                            |                                                            |
| 50                              | 12.06.91                       | Падуя                          | Італія                         | 0:1                            |                                                            |
| 51                              | 27.08.91                       | Крістіансен                    | Норвегія                       | 1:0                            | Тишков                                                     |
| 52                              | 24.09.91                       | Москва                         | Угорщина                       | 2:0                            | Щербаков, Радченко                                         |
| 53                              | 16.10.91                       | Сімферополь                    | Італія                         | 1:1                            | Шустиков                                                   |

## Гравці
Список футболістів українських клубів, які виступали в офіційних матчах олімпійської збірної СРСР:
| Гравець              | Р.н. | Амплуа      | Команда       | Матчі |
| -------------------- | ---- | ----------- | ------------- | ----- |
| Сергій Балтача       | 1958 | захисник    | «Динамо»      | 2     |
| Сергій Беженар       | 1969 | захисник    | «Дніпро»      | 6     |
| Володимир Безсонов   | 1958 | півзахисник | «Динамо»      | 6     |
| Ігор Бєланов         | 1960 | нападник    | «Чорноморець» | 2     |
| Олег Бенько          | 1971 | захисник    | «Дніпро»      | 2     |
| Андрій Біба          | 1937 | півзахисник | «Динамо»      | 4     |
| Олег Блохін          | 1952 | нападник    | «Динамо»      | 1     |
| Леонід Буряк         | 1953 | півзахисник | «Чорноморець» | 4     |
| Володимир Веремєєв   | 1948 | півзахисник | «Динамо»      | 4     |
| Віктор Грачов        | 1956 | нападник    | «Шахтар»      | 6     |
| Богдан Грещак        | 1944 | нападник    | «Карпати»     | 3     |
| Сергій Доценко       | 1947 | захисник    | «Динамо»      | 1     |
| Сергій Заєць         | 1969 | захисник    | «Динамо»      | 2     |
| Віктор Звягінцев     | 1950 | захисник    | «Шахтар»      | 4     |
| Віктор Каплун        | 1958 | захисник    | «Металіст»    | 1     |
| Едуард Козинкевич    | 1949 | нападник    | «Шахтар»      | 4     |
| Олег Кошелюк         | 1969 | півзахисник | «Чорноморець» | 1     |
| Віктор Кузнецов      | 1961 | півзахисник | «Дніпро»      | 2     |
| Геннадій Литовченко  | 1963 | півзахисник | «Дніпро»      | 2     |
| Валерій Лобановський | 1939 | нападник    | «Динамо»      | 2     |
| Володимир Лютий      | 1962 | півзахисник | «Дніпро»      | 11    |
| Віктор Матвієнко     | 1948 | захисник    | «Динамо»      | 2     |
| Олексій Михайличенко | 1963 | півзахисник | «Динамо»      | 14    |
| Юрій Мороз           | 1970 | півзахисник | «Динамо»      | 1     |
| Олег Морозов         | 1961 | нападник    | «Чорноморець» | 1     |
| Анатолій Мущинка     | 1970 | півзахисник | «Карпати»     | 1     |
| Юрій Никифоров       | 1970 | півзахисник | «Чорноморець» | 6     |
| Віктор Онопко        | 1969 | півзахисник | «Динамо»      | 2     |
| Ростислав Поточняк   | 1948 | захисник    | «Карпати»     | 1     |
| Олександр Прохоров   | 1946 | воротар     | «Динамо»      | 1     |
| Стефан Решко         | 1947 | захисник    | «Динамо»      | 3     |
| Олег Саленко         | 1969 | нападник    | «Динамо»      | 3     |
| Віктор Серебряніков  | 1940 | півзахисник | «Динамо»      | 5     |
| Олександр Сорокалет  | 1957 | захисник    | «Динамо»      | 2     |
| Вадим Соснихін       | 1942 | захисник    | «Динамо»      | 2     |
| Вадим Тищенко        | 1963 | півзахисник | «Дніпро»      | 4     |
| Олександр Ткаченко   | 1947 | воротар     | «Зоря»        | 1     |
| Володимир Трошкін    | 1947 | захисник    | «Динамо»      | 9     |
| Олексій Чередник     | 1960 | захисник    | «Дніпро»      | 7     |
| Сергій Щербаков      | 1971 | нападник    | «Шахтар»      | 3     |

## Перша збірна
Представники українського футболу, які у складі першої збірної СРСР, здобули нагороди на Олімпійських іграх:
| Турнір | Гравці |
| ------ | --- |
| 1956   | Йожеф Беца |
| 1972   | Олег Блохін, Юрій Істомін, Віктор Колотов, Євген Рудаков, Вячеслав Семенов, Володимир Капличний, Йожеф Сабо, Володимир Онищенко, Володимир Пільгуй, Анатолій Куксов, Юрій Єлісеєв                             |
| 1976   | Віктор Звягінцев, Віктор Матвієнко, Стефан Решко, Володимир Трошкін, Михайло Фоменко, Анатолій Коньков, Леонід Буряк, Володимир Веремєєв, Віктор Колотов, Володимир Онищенко, Олег Блохін, Олександр Прохоров |